# Anton Zwiers
Anthonie (Anton) Zwiers (Arnhem, 25 september 1901 - aldaar, 3 november 1944) was een Nederlandse boekhandelaar, en verzetsstrijder in de Tweede Wereldoorlog. Hij werd in november 1944 in het Nederlands Openluchtmuseum geëxecuteerd.

## Levensloop
Zwiers werkte in de boekhandel van zijn ouders aan de Spijkerlaan in Arnhem. Hij was lid en voorzitter van de Arnhemse korfbalclub Mercedes. Tijdens de Tweede Wereldoorlog werd Zwiers boekhandel gebruikt als distributiepunt voor papieren en bonnen voor verzetsmensen en onderduikers. Bij het noemen van het juiste wachtwoord kregen zij die mee. De Joodse verzetsstrijder Richard Katan was werkzaam in de winkel. Vanaf 17 september 1944 vonden er geallieerde luchtlandingen plaats in de omgeving van Arnhem als onderdeel van Operatie Market Garden. Samen met Zwiers en andere verzetsstrijders bezette Katan de Telefoon- en Telegraafkantoor. Zij konden nog net op tijd ontkomen toen de Duitsers de stad weer innamen.
Na de Slag om Arnhem werd de stad geëvacueerd. Zwiers was een van de ongeveer zeshonderd mensen die onderdak vond in het Openluchtmuseum. Op 3 november 1944 vond er een zoekactie plaats door de Nederlandsche SS. In Zwiers bezit zou een grendel van een Engels geweer zijn aangetroffen, wat waarschijnlijk de reden was om hem op te pakken en dood te schieten. Naar aanleiding van de moord werd het Openluchtmuseum dezelfde dag nog ontruimd. Een klein aantal evacuees bleef achter. 
De Bijzondere strafkamer van de Arnhemse rechtbank veroordeelde in januari 1951 wachtmeester bij de staatspolitie F. van Wingerden tot negen jaar gevangenisstraf voor zijn aandeel bij de executie. Opperluitenant H. Ravenswaay kreeg acht jaar cel.

## Persoonlijk
Op het moment van zijn dood was Zwiers verloofd.